# Alžběta Kolečkářová
Alžběta Kolečkářová (* 4. května 1992 Zlín) je česká zpěvačka.
Ve druhé řadě Česko Slovenské SuperStar se umístila na 6. místě.
V roce 2011 jí vyšlo album To cítím. Z alba byly úspěšné singly Andělskej Flám nebo Jak Silná Mám Tu Stát.
V anketě Český slavík v roce 2011 se umístila na 59. místě.
V roce 2016 nazpívala duet s názvem "Proud mezi námi" se skupinou Reflexy, která vydala nové CD. Tento song zaznamenal velký úspěch napříč českým rádiovým éterem a na kanále Youtube má přes 11 milionů zhlédnutí.
Po krátké rodinné pauze, kdy se jí narodil syn Louis, se v roce 2019 vrátila na koncertní pódia. Svůj comeback zpečetila prvním vánočním turné po ČR pod názvem Vánoční Kolečko. Během pandemie covidu-19 se jí narodil druhý syn, kterého pojmenovala Lenny. V roce 2022 vydala tři nové singly s videoklipy k písním Pojď mě k nebi vzít, Hey Girl a 24 hodin. Píseň Hey Girl byla titulní písní filmu Miloslava Šmídmajera Za vším hledej ženu. V roce 2023 má Alžběta v plánu vydat alespoň 4 nové singly, z nichž první pod názven Neřízená střela vyšel v únoru, a pokračovat v koncertování s kapelou. Na Vánoce chystá opět úspěšné turné Vánoční Kolečko.

## Diskografie

### Studiová alba

#### To cítím (2011)[4]
1. Andělskej flám
2. Sotva Dýchám
3. Těm, co o nás píšou...
4. Zas můžeš spát
5. Jeden dlouhej tah
6. Jak silná mám tu stát
7. Černobílá
8. Kousek od nebe
9. Cry Baby
10. To cítím

### Singly
- Andělskej flám (2011)
- Jak silná mám tu stát (2012)
- Mrňouskové (Soundtrack k filmu Mrňouskové: Údolí ztracených mravenců) (2013)
- Proud mezi námi (feat. Reflexy) (2016)
- Love Is The Only Way (Soundtrack k filmu Všechno nebo nic) (2017)
- Halucinace (2020)
- Pojď mě k nebi vzít (2022)
- Hey Girl (Soundtrack k filmu Za vším hledej ženu) (2022)
- 24 hodin (2022)
- Neřízená střela (2023)